# ISimangaliso vådområde
iSimangaliso vådområde ligger på Sydafrikas østkyst, ved det Indiske Ocean i KwaZulu-Natalprovinsen. Det er landets tredje største naturbeskyttelsesområde, og omfatter 280 km kystlinje, fra Mozambiques grænse til Mapelane syd for Tugelaflodens munding. Området udgør ca 3.280 km² og var ind til november 2007 kendt som Greater St. Lucia Wetland Park. Det nye navn isimangaliso betyder «vidunderlig» på zulu.
Et vildtreservat blev etableret i området allerede i 1895. I 1971 blev St. Luciasøen, skildpaddestrandene og koralrevene i Maputaland indlemmet på Ramsar-konventionens liste over vådområder af international betydning. I 1999 blev området erklæret som verdensarvsområde.

## Biotoper
Det beskyttede område omfatter de mindre områder St Lucia Game Reserve, False Bay Park, St Lucia Marine Reserve, Sodwana Bay National Park, Maputaland Marine Reserve, Cape Vidal, Ozabeni, Mfabeni, Tewate Wilderness Area og Mkuze Game Reserve.
På samme måde som mange andre tidevandsbaserede estuarier (delvis lukkede brakvands-deltaområder) har området et varieret dyreliv. Dette genspejler årstidsvariationen i saltholdighed, og bred variation af biotoper indenfor parken.
Floddeltaet er det største i Afrika, og blandt dets attraktioner findes verdens største skovbevoksede sandklitter – op til 180 m. Sumpene langs søen fungerer som et ferskvandsreservoir i perioder hvor saltindholdet i er højt.
Området omfatter fem separate økosystemer eller biotoper. Disse er biologisk set både uafhængige af hinanden, og integreret.
1. Det marine system består af det varme Indiske Ocean, Afrikas sydligste koralrev, lange sandstrande og undersøiske landskaber.
2. Strandene udgør et økosystem bestående af klitter, subtropiske skove, græsletter og moser.
3. Søerne. Området omfatter de to brakvandsøer St Lucia og Kosi Bay, som er bundet sammen i et fælles æstuarium, og de fire ferskvandssøer Lake Sibhayi, Ngobezeleni, Syd-Bhangazi og Nord-Bhangazi.
4. Mkhuze- og Umfolozi-sumpene med sump-skove og omfattende moser med tagrør (Phragmites australis) og papyrus.
5. Vestlige strande med gamle strandlinjeterrasser og tørre savanner.

## Dyreliv
For flere fuglearter er det beskyttede område af kritisk betydning. Arter som har deres vigtigste tilhold her omfatter blandt andet rosenpelikan, hvid pelikan, flamingo (Phoenicopterus roseus), dværgflamingo, Madagaskar-fiskeørn (Haliaeetus vociferoides) og op mod 530 andre fuglearter.
Området er hjemsted for Afrikas største flodhestebestand, ca. 800 individer. Elefanter blev genindført i området i 2001. To arter havskildpadde lægger deres æg på strandene her, og pukkelhvaler vandrer langs kysten. Dette er det eneste område i Afrika hvor flodheste, krokodiller og hajer findes i det samme område. Der er ca. 1.200 nilkrokodiller i parken.
Naturbeskytelsesområdet er også kendt som hjemsted for Coelacanth, en forhistorisk fisk som var anset som uddød ind til et eksemplar blev fundet ud for kysten her i 1938. Man har siden fundet flere individer af fisken i dybe klippefyldte havområder, men fisken er fremdeles sjælden og fredet. I november 2000 blev tre individer fundet og fotograferet i en undersøisk kløft nær Sodwana bay.

## Eksterne kilder og henvisninger
- iSimangaliso Wetland Park
- KwaZulu-Natal Wildlife
- SANParks

- Wikimedia Commons har flere filer relateret til iSimangaliso vådområde